# Charles Francis Jenkins

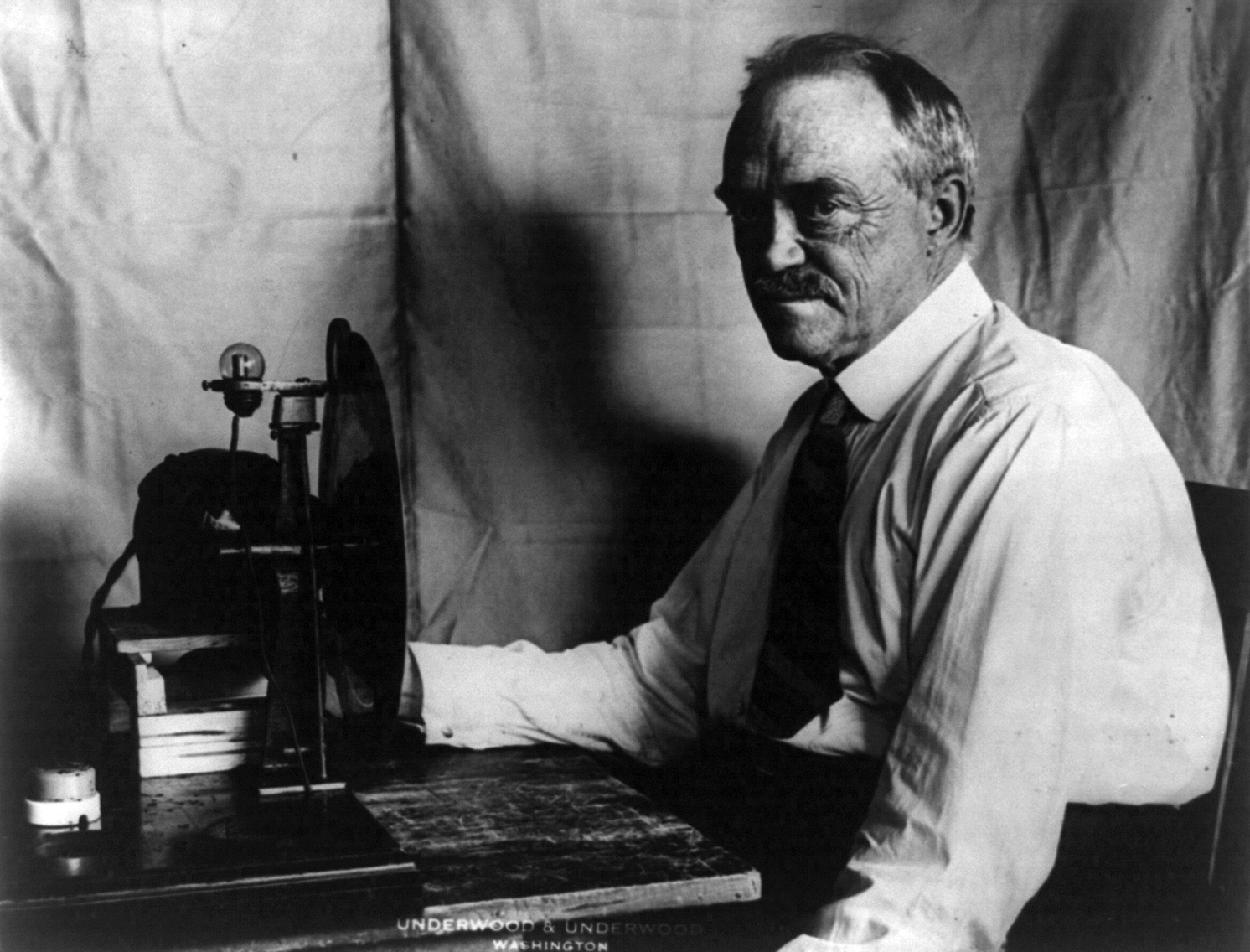
Charles Francis Jenkins

Charles Francis Jenkins (Dayton (Ohio), 22 augustus 1867 – Washington D.C., 6 juni 1934) was een Amerikaans pionier op het gebied van cinematografie en een van de eerste uitvinders van televisie in de Verenigde Staten, hoewel hij eerder mechanische dan elektronische technieken gebruikte.

## Biografie
Jenkins werd geboren in Dayton maar groeide op nabij Richmond, Indiana, waar hij naar school ging. In 1890 vertrok hij naar Washington D.C. waar hij werk vond als stenograaf. Een jaar later begon hij te experimenteren met film om uiteindelijk te stoppen met zijn baan en zich volledig te richten op de ontwikkeling van zijn eigen filmprojector, de "Phantoscope".
Aan de Bliss School of Electricity ontmoette hij medestudent Thomas Armat en samen verbeterden ze het ontwerp. Ze voerden een publieke filmvertoning uit op de Cotton States and International Exposition te Atlanta in 1895. Ruzie over de patentrechten verbrak hun samenwerking. Armat won de rechtszaak tegen Jenkins die het alleenrecht had opgeëist van het patentgebruik, waarna Jenkins hem uitkocht. Armat ging daarop naar Thomas Edison en verkocht hem de rechten om de projector onder de naam "Vitascoop" op de markt te brengen.
Televisie werd vervolgens het nieuwe werkgebied van Jenkins. In 1913 publiceerde hij een artikel over "Motion Pictures by Wireless", maar het was pas in 1920 dat hij voor het eerst bewegende silhouetbeelden verzond en op 13 juni 1925 een openbare demonstratie gaf van een gesynchroniseerde transmissie van beeld en geluid. Op 30 juni 1925 verkreeg hij octrooi op zijn uitvinding, genaamd "Transmitting Pictures over Wireless", die hij drie jaar eerder had ingediend.
Zijn technologie van elektromechanische televisie (zoals ook gepionierd door de Schot John Logie Baird) werd later overgenomen door de volledige elektronische systemen van televisiepioniers zoals de Amerikaan Philo Farnsworth en de Russische emigrant Vladimir Zworykin.
In 1928 opende de Jenkins Television Corporation het eerste televisiestation in de Verenigde Staten, W3XK, dat op 2 juli de ether inging. De eerste uitzendingen vonden plaats vanuit zijn Jenkins Laboratories in Washington en vanaf 1929 vanuit Wheaton, Maryland. In het begin kon het station alleen silhouetbeelden uitzenden als gevolg van de beperkte bandbreedte, maar dat werd snel aangepast en nadien konden echte zwart-witbeelden worden uitgezonden.
In maart 1932 werd de Jenkins Television Corporation geliquideerd en werden alle bezittingen overgenomen door de Lee DeForest Radio Corporation, om verder te gaan om de naam DeForest-Jenkins. Binnen enkele maanden ging echter ook dit bedrijf bankroet en werd het overgenomen door de Radio Corporation of America (RCA), die al het werk aan de elektromechanische televisie stopzette en besloot zich volledig te richten op de elektronische methode.
Jenkins overleed in 1934 op 66-jarige leeftijd in Washington D.C. Ondanks de belangrijke, vooruitstrevende bijdragen die hij in zijn tijd heeft geleverd in de ontwikkeling ervan is hij tegenwoordig een van de minder bekende pioniers van televisie in de Verenigde Staten.